# Dornișoara, Suceava
Dornișoara (popular Dorna Helgei, în maghiară Dorna Völgy sau Dornavölgyitelep) este un sat în comuna Poiana Stampei din județul Suceava, Bucovina, România.
Până în 1956 a aparținut de comuna Mureșenii Bârgăului, județul Bistrița-Năsăud. 